# Barbosania
Barbosania gracilirostris
Genre
Espèce
Barbosania est un genre fossile de ptérosaures Ornithocheiridae sans crête du Crétacé inférieur, issu du membre Romualdo de la formation géologique de Santana du Nord-Est du Brésil, qui est daté de l'Aptien à l'Albien. Selon Paleobiology Database en 2025, le genre est resté monotypique et la seule espèce est l'espèce type Barbosania gracilirostris.

## Découverte
Barbosania a été nommée et décrite en 2011 par Ross A. Elgin (d) et Eberhard Frey (d), et dont l'espèce type est Barbosania gracilirostris. 
Le nom générique honore le professeur Miguel Barbosa du Musée d'Histoire Naturelle de Sintra dans la collection où le spécimen type est présent. L'épithète spécifique provient du latin rostrum, "museau", et gracilis, "élancé", en référence à la forme élancée du crâne antérieur
L'holotype MNHS / 00/85 a été acquis à l'origine pour la collection personnelle de Barbosa, base du nouveau musée Sintra, chez des marchands de fossiles brésiliens. Sa provenance est probablement la Serra da Mãozinha (dans l'article original lieu noté Sierra de Maõsina, mais ce nom est erroné) ce qui implique qu'il vivait au Crétacé inférieur à la fin de l'Albien, âgé d'environ cent millions d'années. Il consiste en un squelette presque complet comprenant le crâne, partiellement articulé et non compressé. Le bas des jambes et la plus grande partie du cou manquent. Le spécimen a été préparé au musée allemand Staatliches für Naturkunde Karlsruhe. Il s’agit probablement d’un individu sub-adulte, bien que la fermeture des sutures respectives fournisse des informations quelque peu contradictoires, la fusion de certains éléments indiquant qu’elle était adulte.
Plusieurs spécimens précédemment mentionnés à Brasileodactylus peuvent plutôt être des individus de Barbosania.

## Description
Barbosania était un ptérodactyloïde de taille moyenne avec une longueur de crâne de 392 millimètres. Son corps faisait 209,5 millimètres de long. Le crâne est allongé avec une légère courbure vers le haut dans le museau. Son absence de crête sagittale médiane rostrale et dentaire permet de la distinguer des autres ptérosaures apparentés. Lacrête pariétale du sommet du crâne est également absente. Les auteurs ont jugé peu probable que cette morphologie soit liée à l'âge et ont rejeté l'explication de tels traits par dimorphisme sexuel faute de preuves spécifiques à cet effet. Les descripteurs ont établi une seule autapomorphie, trait unique: la possession de treize vertèbres dorsales au lieu des douze normales. Les quatre premières paires de dents sont extrêmement longues et forment une rosette pour attraper une proie glissante comme un poisson ou un calmar. Cette rosette n'est toutefois pas étendue latéralement, ce qui est reflété dans le nom spécifique. Il y a au moins vingt-quatre dents dans la mâchoire supérieure et vingt dans la mâchoire inférieure pour un total de quatre-vingt-huit.

## Classification
Barbosania a été attribué aux Ornithocheiroidea par Unwin et plus précisément aux Ornithocheiridae.
Ci-dessous se trouve un cladogramme basé sur Pêgas et al. (2019). Dans leurs analyses, ils placent Aussiedraco au sein de la famille Targaryendraconidae, elle-même incluse dans le clade plus large Targaryendraconia.
|  | Aussiedraco    |
|  |                |
|  | Barbosania     |
|  |                |
|  | Targaryendraco |
|  |                |

|  | Aetodactylus  |
|  |               |
|  | Camposipterus |
|  |               |
|  | Cimoliopterus |
|  |               |

|  | Aussiedraco    |
|  |                |
|  | Barbosania     |
|  |                |
|  | Targaryendraco |
|  |                |

|  | Aetodactylus  |
|  |               |
|  | Camposipterus |
|  |               |
|  | Cimoliopterus |
|  |               |

|  | Hamipterus    |
|  |               |
|  | Iberodactylus |
|  |               |

|  | Tropeognathus    |
|  |                  |
|  | Coloborhynchinae |
|  |                  |
|  | Anhanguerinae    |
|  |                  |

|  | Hamipterus    |
|  |               |
|  | Iberodactylus |
|  |               |

|  | Tropeognathus    |
|  |                  |
|  | Coloborhynchinae |
|  |                  |
|  | Anhanguerinae    |
|  |                  |

|  | Aussiedraco    |
|  |                |
|  | Barbosania     |
|  |                |
|  | Targaryendraco |
|  |                |

|  | Aetodactylus  |
|  |               |
|  | Camposipterus |
|  |               |
|  | Cimoliopterus |
|  |               |

|  | Aussiedraco    |
|  |                |
|  | Barbosania     |
|  |                |
|  | Targaryendraco |
|  |                |

|  | Aetodactylus  |
|  |               |
|  | Camposipterus |
|  |               |
|  | Cimoliopterus |
|  |               |

|  | Hamipterus    |
|  |               |
|  | Iberodactylus |
|  |               |

|  | Tropeognathus    |
|  |                  |
|  | Coloborhynchinae |
|  |                  |
|  | Anhanguerinae    |
|  |                  |

|  | Hamipterus    |
|  |               |
|  | Iberodactylus |
|  |               |

|  | Tropeognathus    |
|  |                  |
|  | Coloborhynchinae |
|  |                  |
|  | Anhanguerinae    |
|  |                  |

|  | Aussiedraco    |
|  |                |
|  | Barbosania     |
|  |                |
|  | Targaryendraco |
|  |                |

|  | Aetodactylus  |
|  |               |
|  | Camposipterus |
|  |               |
|  | Cimoliopterus |
|  |               |

|  | Aussiedraco    |
|  |                |
|  | Barbosania     |
|  |                |
|  | Targaryendraco |
|  |                |

|  | Aetodactylus  |
|  |               |
|  | Camposipterus |
|  |               |
|  | Cimoliopterus |
|  |               |

|  | Hamipterus    |
|  |               |
|  | Iberodactylus |
|  |               |

|  | Tropeognathus    |
|  |                  |
|  | Coloborhynchinae |
|  |                  |
|  | Anhanguerinae    |
|  |                  |

|  | Hamipterus    |
|  |               |
|  | Iberodactylus |
|  |               |

|  | Tropeognathus    |
|  |                  |
|  | Coloborhynchinae |
|  |                  |
|  | Anhanguerinae    |
|  |                  |

|  | Aussiedraco    |
|  |                |
|  | Barbosania     |
|  |                |
|  | Targaryendraco |
|  |                |

|  | Aetodactylus  |
|  |               |
|  | Camposipterus |
|  |               |
|  | Cimoliopterus |
|  |               |

|  | Aussiedraco    |
|  |                |
|  | Barbosania     |
|  |                |
|  | Targaryendraco |
|  |                |

|  | Aetodactylus  |
|  |               |
|  | Camposipterus |
|  |               |
|  | Cimoliopterus |
|  |               |

|  | Hamipterus    |
|  |               |
|  | Iberodactylus |
|  |               |

|  | Tropeognathus    |
|  |                  |
|  | Coloborhynchinae |
|  |                  |
|  | Anhanguerinae    |
|  |                  |

|  | Hamipterus    |
|  |               |
|  | Iberodactylus |
|  |               |

|  | Tropeognathus    |
|  |                  |
|  | Coloborhynchinae |
|  |                  |
|  | Anhanguerinae    |
|  |                  |

## Famille
Selon Paleobiology Database en 2025, la famille des Ornithocheiridae a cinq genres non inclus dans les deux sous-familles Ornithocheirinae et Pteranodontinae vides :
- † Aetodactylus Myers, 2010
- † Araripesaurus Price, 1971
- † Arthurdactylus Frey & Martill, 1994
- † Barbosania Elgin & Frey, 2011
- † Caulkicephalus Steel et al., 2005[4]